# Americhernes oblongus
Americhernes oblongus är en spindeldjursart som först beskrevs av Thomas Say 1821.  Americhernes oblongus ingår i släktet Americhernes och familjen blindklokrypare. Inga underarter finns listade i Catalogue of Life.